# Сельское поселение «Деревня Ермолово»
Се́льское поселе́ние «Деревня Ермолово» — муниципальное образование в Сухиничском районе Калужской области Российской Федерации.
Административный центр — деревня Ермолово.

## История
Статус и границы сельского поселения установлены Законом Калужской области от 1 ноября 2004 года № 369-ОЗ «Об установлении границ муниципальных образований, расположенных на территории административно-территориальных единиц "Думиничский район", "Кировский район", "Медынский район", "Перемышльский район", "Сухиничский район", "Тарусский район", "Юхновский район", и наделении их статусом городского поселения, сельского поселения, муниципального района».

## Население
| 2010 | 2012 | 2013 | 2014 | 2015 | 2016 | 2017 |
| ---- | ---- | ---- | ---- | ---- | ---- | ---- |
| 589  | ↘581 | ↘574 | ↘569 | ↘548 | ↗554 | ↘527 |
| 2018 | 2019 | 2020 | 2021 |      |      |      |
| ↘523 | →523 | ↗527 | ↗539 |      |      |      |

## Состав сельского поселения
| № | Населённый пункт | Тип населённого пункта          | Население |
| - | ---------------- | ------------------------------- | --------- |
| 1 | Воронеты         | село                            | ↘143      |
| 2 | Гусово           | деревня                         | ↘116      |
| 3 | Ермолово         | деревня, административный центр | ↗237      |
| 4 | Живодовка        | деревня                         | ↘43       |
| 5 | Печенкино        | деревня                         | ↘8        |
| 6 | Сосновка         | деревня                         | ↘7        |
| 7 | Цеповая          | деревня                         | ↘35       |